# Ateleopodidae
Ateleopodiformes
Ordre
Famille
Les Ateleopodidae sont la seule famille de poissons de l'ordre des Ateleopodiformes.

## Liste des genres
Selon World Register of Marine Species (7 juillet 2020) :
- genre Ateleopus Temminck & Schlegel, 1846
- genre Guentherus Osório, 1917
- genre Ijimaia Sauter, 1905
- genre Parateleopus Smith & Radcliffe, 1912